# 王權免稅
王权免税、王权国际集团（英語：King Power）是泰国龙头旅游零售企业，总部设于曼谷。现任主席兼CEO是阿亚瓦特·斯里瓦塔那布拉帕，為英超俱樂部萊斯特城的所有者。
王权国际持特权垄断泰国的免税业务，是该国最大的免税零售商。其免税商场位于曼谷的中央商务区，占地超过1.2万平米，分店开设在素万那普机场以及泰国其他主要机场。2015年，王权免税店推出网站销售免税及非免税商品。

## 历史

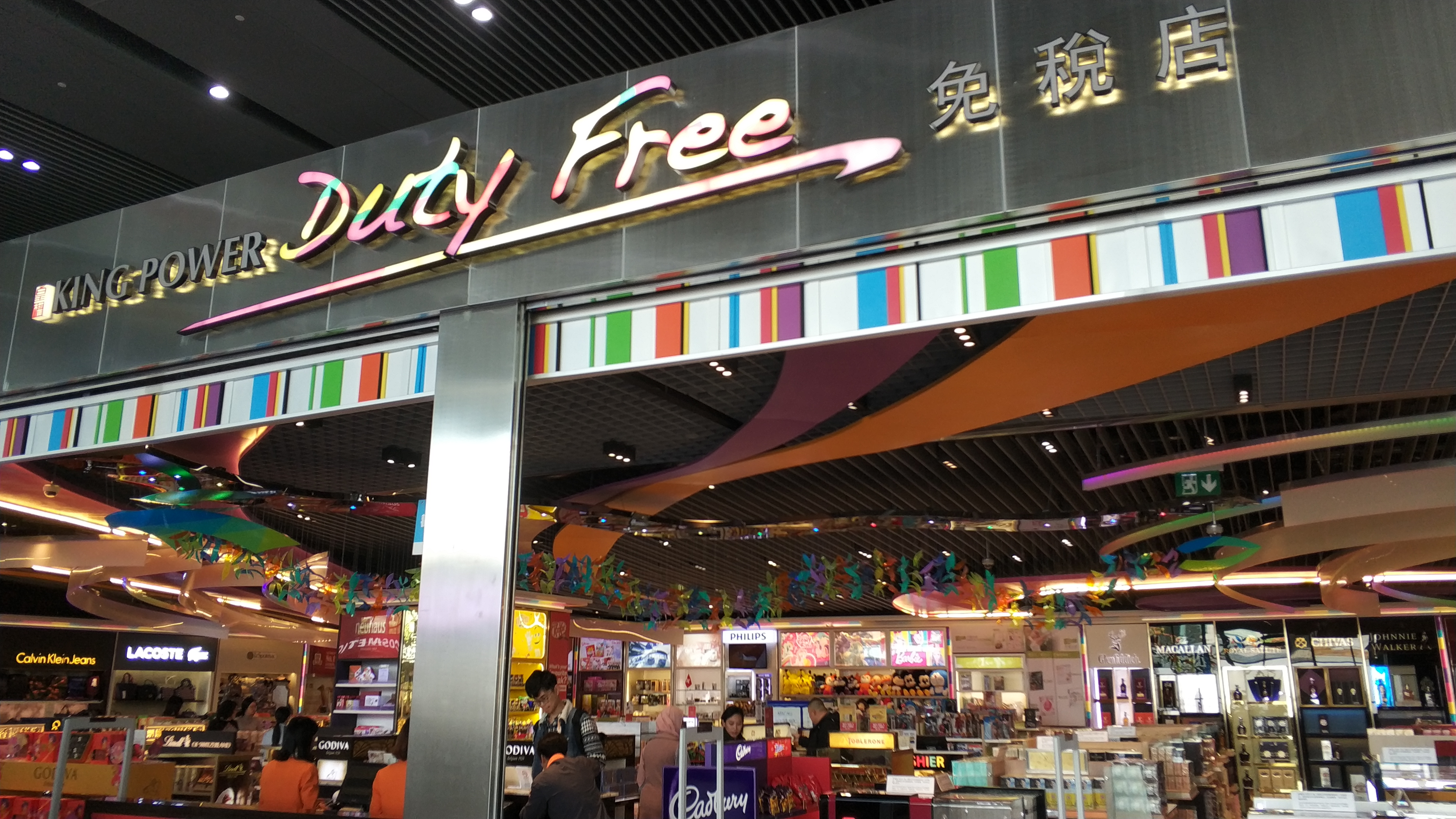
位于澳门国际机场内的王权免税店

王权免税店创始于1989年，获得了泰国马哈腾广场第一家免税店的授权。1995年，王权免税店获得了曼谷主要机场廊曼机场的唯一特许权。1997年，差瓦立·永猜裕总理的政府授予该公司在曼谷市区世界贸易中心管理免税业务10年的独家权利。该业务以前由泰国旅游局管理。有人提出质疑，这是否违反总理办公室有关私营企业合作的条例。
2004年，他信·西瓦那政府授予王权免税店在曼谷新机场素万那普机场经营免税店10年的权利。 此后不久，该公司赢得了2015年之前在四个主要省级机场经营免税店的特许权。没有对特许权进行竞标。
王权免税店在2009年12月获得了泰国王室任命皇家權證。总部门前的金翅鸟雕像象征着特权。
2010年8月，在与王权免税店达成一项为期三年的球衣赞助协议后，米兰·曼德里克将英国足球俱乐部莱斯特城卖给了名为亚洲足球投资（AFI）的泰国的领头联盟，它的拥有者就是王权集团的维猜•斯里瓦塔那布拉帕。2017年5月16日，比利时乙组聯賽球队旧海弗莱鲁汶宣布他们接受了王权免税店收购俱乐部的提议。
2016年6月，王权免税店购买了该国最大的廉价航空公司泰国亚洲航空的2.25亿美元股权。 收购亚洲航空控股公司39%的股份使得王权免税店成为泰国亚洲航空的第二大股东。
2018年4月10日王權國際集團以140億泰銖从豪华地产商Pace Development手中購入大京都大廈。

## 丑闻
2007年，泰国机场公司（AOT）下令王权免税店搬离素万那普机场，原因是发现王权免税店同政客、AOT董事会成员以及AOT官员勾结，未经政府允许在机场开放。结果表明，合同是无效的，因为它的制定是为了避开公私合营法，这项法案要求国家项目对私人部门价值超过10亿泰铢的投资进行漫长的选择过程。王权免税店在民事法庭对AOT提起诉讼以取消合约。迄今为止，王权免税店仍在机场营业，最近在申请额外的零售市场区域。
2009年，王权免税店以及工作人员被指控参与了一场涉及素万那普机场商店勒索游客的骗局。 一对外国夫妇因偷窃一件昂贵的钱包而被捕，他们没有被交给警察处理，而是被带到一家旅馆，受到了长期监禁的威胁，除非他们交一笔钱来换取自由。这对夫妇声称他们是无辜的，王权免税店是这场骗局的同谋，外国调解人，名为托尼的斯里兰卡人负责处理谈判。王权免税店发布了这对夫妇偷窃的录像，并否认他们的员工参与了此事件。这个事件曝光后，另外几起类似事件也为众人所知。

## 商店
王权免税店在主要旅游区的九个机场及商店设有分店。
在泰国以外也有开店经营。